# Resolución 68 del Consejo de Seguridad de las Naciones Unidas
La resolución 68 del Consejo de Seguridad de las Naciones Unidas, aprobada el 10 de febrero de 1949, decidió que la Resolución 192 de la Asamblea General de las Naciones Unidas fuese transmitida a la Comisión de Armamentos Convencionales para acción acordada a sus términos.
La resolución fue aprobada con nueve votos, mientras que la República Socialista Soviética de Ucrania y la Unión Soviética se abstuvieron.